# Nikola Tesla
Nikola Tesla (Smiljan, 10. srpnja 1856. – New York, 7. siječnja 1943.) bio je hrvatsko-američki izumitelj i inženjer srpskog podrijetla, koji je djelovao na polju elektrotehnike i strojarstva te futurist koji je najpoznatiji po svojim doprinosima u dizajniranju suvremenog sustava distribucije električne energije koristeći se izmjeničnom strujom. Rođen je na prostoru današnje Hrvatske gdje je pohađao osnovnu školu i gimnaziju te se dalje školovao i usavršavao diljem Europe. Veći dio svojega života živio je i radio u Sjedinjenim Američkim Državama.
Tesla je pohađao gimnaziju u Gospiću, a potom u Rakovcu kraj Karlovca gdje je maturirao. Na Visoku tehničku školu u Grazu upisao se 1875. Godine 1881. radio je u Središnjem telegrafskom uredu u Budimpešti, a potom u Telefonskoj centrali u kojoj je načinio niz tehničkih poboljšanja. U jesen 1882. zaposlio se u Parizu u Edisonovoj telefonskoj podružnici. Već je za vrijeme studija upozorio na nedostatke istosmjernoga elektromotora. U Budimpešti je zamislio primjenu višefaznih izmjeničnih struja za ostvarenje okretnoga magnetskoga polja koje bi uzrokovalo vrtnju u elektromotoru.
U nastojanju da razvije zamišljeni sustav izmjeničnih struja, otišao je 1884. u SAD gdje se s preporukom voditelja Edisonova predstavništva u Europi zaposlio kod T. A. Edisona gdje je iznosio svoje zamisli o proizvodnji i isplativijem prijenosu izmjeničnih struja, ali nije nailazio na razumijevanje. Godine 1885. osnovao je Tesla u New Yorku vlastitu tvrtku Tesla Electric Light and Manufacturing Company za proizvodnju električnih lučnica (elektrolučna svjetiljka), a 1887. tvrtku Tesla Electric Company, s laboratorijem, u kojem je najprije konstruirao elektromotore izmjenične struje. U jesen iste godine prijavio je prve patente o proizvodnji i prijenosu višefaznih izmjeničnih struja i njihovoj primjeni za učinkovit pogon izmjeničnih elektromotora. Tim je izumima pokazao da je za većinu primjenā izmjenična struja znatno prikladnija od istosmjerne.
Teslin sustav višefaznih električnih struja i njegovu električnu rasvjetu prikazala je tvrtka Westinghouse na Svjetskoj izložbi u Chicagu 1893. te je predložila Teslin sustav izmjeničnih struja za hidroelektranu na slapovima Niagare. Hidroelektrana je bila završena 1896., a njome je, visokonaponskim dalekovodom (visoki napon bitno je smanjio gubitke), bio opskrbljivan oko 40 kilometara udaljen grad Buffalo, a potom i udaljeniji gradovi. U isto je doba po New Yorku bilo raspoređeno nekoliko stotina malih elektrana istosmjerne struje jer se ona zbog velikih gubitaka mogla prenositi samo na udaljenosti do 3 kilometra. Za nekoliko godina Teslin se sustav višefaznih izmjeničnih struja počeo rabiti u cijelome svijetu, a tijekom više od jednoga stoljeća u osnovi se nije promijenio. Visokofrekvencijske izmjenične struje primijenio je za bežični prijenos signala i energije. S transformatorom vrlo visoka omjera transformacije (poslije nazvanim Teslin transformator) postizao je vrlo visoke napone i stvarao vrlo snažna električna polja. Izumio je radiokomunikacije i daljinsko upravljanje. Načinio je model broda kojim je s pomoću električnih signala bežično upravljao na daljinu, a javno ga je 1898. pokazao u New Yorku.
Bavio se i istraživanjima u strojarstvu, na primjer 1913. patentirao je turbinu s mnoštvom tankih diskova bez lopatica (Teslina turbina). Kako nije imao interesa i vremena baviti se razvojem i prilagodbom svojih izuma tržištu, mnogi koji su razvijali njegove izume i prisvajali su ih. Vrhovni sud SAD-a tek je 1943., nakon Tesline smrti, poništio američke patente radija G. Marconija jer su Teslini raniji patenti već sadržavali sve što je opisao Marconi. Tesla je za svoje izume dobio mnoga priznanja i počasne doktorate. Stotine izuma, većinom iz elektrotehnike, prijavio je u 112 patenata u SAD-u i gotovo isto toliko u drugim zemljama, a mnogi su izumi ostali samo zabilježeni u njegovim dnevnicima ili stručnim časopisima. Najveće je priznanje Teslinu radu bilo dano na 11. općoj konferenciji za mjere i utege 1960., kada je za mjernu jedinicu magnetske indukcije (gustoće magnetskog toka) prihvaćen naziv tesla (oznaka T). Jedini je to naziv mjerne jedinice po nekome Slavenu među 19 naziva po zaslužnim znanstvenicima u Međunarodnom sustavu mjernih jedinica.
Po Tesli je nazvan planetoid ili asteroid 2244 Tesla i krater na Mjesecu Tesla (krater).
Godine 2005. našao se na popisu 100 najznamenitijih Amerikanaca Discovery Channela.

## Životopis
Nikola Tesla rođen je 9./10. srpnja 1856. u mjestu Smiljan kod Gospića, u današnjoj Hrvatskoj (tada dio Austrijskog Carstva). Tesla je bio srpskog podrijetla: njegov otac Milutin bio je pravoslavni svećenik, a njegova majka Georgina Mandić (zvana Đuka) bila je bez naobrazbe, ali vrlo inteligentna žena. 

### Obrazovanje i rani rad
Budući izumitelj svjetske slave pohađao je njemačku osnovnu školu u Smiljanu, a istu je završio u Gospiću. Nakon toga upisao se u Nižu realnu gimnaziju u Rakovcu kod Karlovca. Slobodno je vrijeme najviše volio provoditi s prijateljima. No, uživao je i u hvatanju ptica (ljubav prema pticama pratit će ga čitav život) i čitanju. U vrijeme puberteta volio se kartati ali tako zarađeni novac nikada nije nosio kući već ga je poklanjao drugima. Nakon završetka gimnazije dvije se godine nije školovao. Roditelji su na Nikolu vršili pritisak da postane svećenik ali on se tome protivio i upisao se na studij tehničkih znanosti u Grazu. 
Na Visoku tehničku školu u Grazu upisao se 1875. Prvu je godinu primao stipendiju Vojne krajine, a druge je godine stipendija izostala jer je Vojna krajina bila razvojačena. Zamolio je 1876. i 1878. stipendiju Matice srpske u Novome Sadu, ali ju nije dobio. Početkom 1880. otišao je u Prag u želji da nastavi studij, ali nema podatka da je završio studij na kojem od sveučilišta. Tijekom studija upoznao se s Voltaireovim djelima te je odlučio pročitati sve što je ovaj napisao. U konačnici je pročitao sva njegova djela, ali ne samo to nego ih je i naučio napamet. Nakon završetka studija zaposlio se u telefonskom društvu i priključivao telefone po kućama u naredne dvije godine.
Jedno vrijeme radio je kao inženjer Telefonskog društva u Budimpešti, gdje je načinio niz tehničkih poboljšanja. Nakon Budimpešte zaposlenik je Edisonove tvrtke (Continental Edison Company) u Parizu. Tesla je tada imao visoko mišljenje o Edisonu. Na zadatku u Strasbourgu (1883.) izvan radnog vremena konstruira prvi indukcijski motor. Već je za vrijeme studija upozorio na nedostatke istosmjernoga elektromotora. U Budimpešti je zamislio primjenu višefaznih izmjeničnih struja za ostvarenje okretnoga magnetskoga polja koje bi uzrokovalo vrtnju u elektromotoru. U nastojanju da razvije zamišljeni sustav izmjeničnih struja, otišao je 6. lipnja 1884. u SAD, gdje se s preporukom voditelja Edisonova predstavništva u Europi zaposlio kod T. A. Edisona, gdje je iznosio svoje zamisli o proizvodnji i isplativijem prijenosu izmjeničnih struja, ali nije nailazio na razumijevanje.

### Odlazak u Sjedinjene Američke Države
Dana 6. lipnja (1884.) odlazi u Sjedinjene Države i postaje američki državljanin. U New York je stigao s četiri centa u džepu, nekoliko vlastitih pjesama, proračunima za leteći stroj i preporukom Edisonova suradnika Charlesa Batchelora u kojoj je pisalo: "Gospodine Edison, poznajem dva velika čovjeka. Jedan ste vi, a drugi je mladić koji stoji pred Vama". Nakon ovakve preporuke Edison ga je zaposlio u svojoj tvrtci. 
Edison je Tesli obećao nagradu od 50.000 $ za poboljšanje primitivnih dinamostrojeva koji bi bili učinkovitiji, iako bi i dalje proizvodili istosmjernu struju. 
Tesla je nekoliko mjeseci neumorno radio, spavajući svega nekoliko sati na dan. Kad je riješio problem, zatražio je obećanu nagradu. "Tesla, Vi ne razumijete američki smisao za humor.", bahato mu je odbrusio Edison. Duboko razočarani i povrijeđeni Tesla odmah je dao otkaz.
Godine 1885. osnovao je Tesla u New Yorku vlastitu tvrtku Tesla Electric Light and Manufacturing Company za proizvodnju električnih lučnica (lučna svjetiljka), a 1887. tvrtku Tesla Electric Company, s laboratorijem, u kojem je najprije konstruirao elektromotore izmjenične struje. U jesen iste godine prijavio je prve patente o proizvodnji i prijenosu višefaznih izmjeničnih struja i njihovoj primjeni za učinkovit pogon izmjeničnih elektromotora. Tim je izumima pokazao da je za većinu primjena izmjenična struja znatno prikladnija od istosmjerne. Kako bi u elektromotoru, bez primjene komutatora, stvorio okretno magnetsko polje, upotrijebio je nekoliko parova zavojnica, napajanih izmjeničnim strujama koje su bile vremenski pomaknute, pa su se razlikovale u fazama. Za to je morao prvo konstruirati električni generator koji proizvodi višefaznu struju. Isprva su to bile samo dvije struje, no poslije je razradio sustave s tri, šest i više fazno pomaknutih struja. Cijeli sustav obuhvaćao je generator dvofazne izmjenične struje i motor s dvama parovima zavojnica, napajanih takvom strujom. Teslini elektromotori za izmjenične struje (sinkroni, asinkroni i krletkasti) jednostavni su po konstrukciji, a to znači i jeftiniji za proizvodnju i održavanje od onih za istosmjernu struju. U Američkom institutu elektroinženjera održao je 16. svibnja 1888. zapaženo predavanje Novi sustav motora i transformatora izmjenične struje.
U svibnju 1888. američki izumitelj i industrijalac George Westinghouse, čelni čovjek Westinghouse Electric Company-a iz Pittsburga kupuje prava na Teslin patent višefaznog sustava naizmjenično pokretanog dinama, transformatora i elektromotora. To je dovelo do sukoba između Edisonova direktnog sustava i Tesla-Westinghouseovog izmjeničnog pristupa u kojem je ovaj drugi odnio pobjedu. Uskoro Tesla osniva vlastiti laboratorij u New Yorku (1887.) gdje radi sve do svoje smrti (1943.). U to je vrijeme izumio elektromotor koji će biti osnova svih strojeva koji se pokreću izmjeničnom strujom. Posvetio se i drugim izumima kao što su na primjer visokofrekventni elektricitet. U svom laboratoriju eksperimentirao je sa sjenogafom, slično onome što je činio Wilhelm Conrad Röntgen kada je 1895. otkrio X-zrake. Tesla je i dalje obavljao pokuse u području visokofrekvencijskih struja i njihove primjene za rasvjetu. Teslin navoj osmišljava 1891. koji će potom postati indukcijski navoj najčešće korišten u radio tehnologiji.

### Izgradnja prvih hidroelektrana na izmjeničnu struju
Zapaženo predavanje održao je 20. svibnja 1891. na Sveučilištu Columbia u New Yorku pod naslovom Pokusi sa strujama vrlo visoke frekvencije i njihova primjena u umjetnoj rasvjeti. O Teslinim izumima pisala su sva svjetska glasila, a Tesla je držao predavanja širom Amerike i Europe. Gotovo sve o čemu je govorio bilo je novo, na svakom predavanju prikazivao je začudne, uvijek različite pokuse. U Parizu je primio vijest da mu je majka na umoru, te je otputovao u Gospić. Na povratku je na poziv gradonačelnika M. Amruša održao 24. svibnja 1892. predavanje u Gradskoj vijećnici u Zagrebu. Tim je predavanjem podigao samopouzdanje inženjera u Hrvatskoj na visoku razinu pa su izgradili i pustili u pogon hidroelektranu za izmjeničnu struju na Krki (Hidroelektrana Jaruga) samo nekoliko mjeseci nakon one na Niagari. Teslin sustav višefaznih električnih struja i njegovu električnu rasvjetu prikazala je tvrtka Westinghouse na Svjetskoj izložbi u Chicagu 1893., te je predložila Teslin sustav izmjeničnih struja za elektranu na slapovima Niagare. Hidroelektrana je bila završena 1896., a njome je, visokonaponskim dalekovodom (visoki napon je bitno smanjio gubitke), bio opskrbljivan oko 40 kilometara udaljen grad Buffalo, a potom i udaljeniji gradovi. U isto je doba po New Yorku bilo raspoređeno nekoliko stotina malih elektrana istosmjerne struje, jer se ona zbog velikih gubitaka mogla prenositi samo na udaljenosti do 3 kilometra. Za nekoliko godina Teslin se sustav višefaznih izmjeničnih struja počeo rabiti u cijelome svijetu, a tijekom više od jednoga stoljeća u osnovi se nije promijenio.

### Požar u Teslinu laboratoriju
Daljnja su istraživanja odvela Teslu u područje struja još viših frekvencija, pri još višim naponima. Radeći sa strujama visokih frekvencija, Tesla je otkrio, istražio i primijenio mnoge do tada nepoznate pojave i tako osnovao nove grane elektrotehnike. Visokofrekvencijske izmjenične struje primijenio je i za bežični prijenos signala i energije. O tome je održao predavanje 24. veljače 1894. na Franklinovu institutu u Philadelphiji, te 3. ožujka na sastanku Udruženja za električnu rasvjetu u St. Louisu.
Usporedo s time radi na novim izumima kao što su radijsko upravljanje letjelicama, osmišljava i preteče radara, iskorištavanje sunčeve energije, radio komunikaciju s drugim planetima i tako dalje.
Godine 1895. u Teslinu je laboratoriju izbio požar, koji je uništio sve uređaje, nacrte, arhiv i Tesline privatne stvari. U samo godinu dana podigao je novi laboratorij, u kojem je s transformatorom vrlo visokoga omjera transformacije (poslije nazvanim Teslin transformator) postizao vrlo visoke napone i stvarao vrlo snažna električna polja. U njima su električna pražnjenja bila burna, slična munjama, a svjetleće su cijevi svijetlile iako nisu bile spojene s vodovima. U radu s visokofrekvencijskim strujama ustanovio je kako one i uz visoke napone nisu opasne za čovjeka, te je predvidio njihovu primjenu u liječenju. Daljnja su istraživanja Teslu navela na zamisao kako bi se s pomoću takvih snažnih visokofrekvencijskih elektromagnetskih polja mogla prenositi električna energija na velike udaljenosti bez upotrebe električnih vodiča. Prvi je korak prema tom cilju bio bežično slanje signala na daljinu. Izumio je radiokomunikacije i daljinsko upravljanje. Načinio je model broda kojim je s pomoću električnih signala bežično upravljao na daljinu, a javno ga je 1898. pokazao u New Yorku. U to su doba drugi izumitelji radija prenosili signale na udaljenost od samo nekoliko kilometara. U osnovnom patentu, koji je prijavio 1897. a dobio 1900., u obrazloženju stoji kako će uređaji imati i druge korisne primjene kao što je na primjer prijenos signala.

### Izgradnja postrojenja u Colorado Springsu i Long Islandu
Kako je njegova pozornost ponajprije bila usmjerena na bežični prijenos električne energije, Tesla je 1897. izgradio veliku odašiljačku i prijamnu postaju na osami u Colorado Springsu i u njoj je usavršavao sustave za bežični prijenos signala i električne energije, uz primjenu napona od nekoliko milijuna volta. Pri bežičnom prijenosu električne energije na daljinu glavna je poteškoća bila, a ostala je i do danas, malena učinkovitost sustava.
U Colorado Springsu, gdje je boravio od svibnja 1899. do rane 1900., došao je do vjerojatno svog najvećeg otkrića – stojnih valova. Pomoću ovog otkrića dokazao je da Zemlja može poslužiti kao električni vodič i može reagirati kao glazbena vilica na električne vibracije na određenoj frekvenciji. Tako je upalio 200 žarulja koje nisu bile povezane žicom na udaljenosti od 40 kilometara, a koje su svaka pojedinačno osvjetljavale krug od 41 metra oko sebe. U to vrijeme bio je posve siguran da prima signale s druge planete, a zbog čega je bio ismijavan.
Za zamišljeni svjetski sustav radiokomunikacija počeo je 1901. graditi veliku radijsku postaju na Long Islandu u New Yorku. Vraćajući se 1900. u New York s kapitalom američkog financijera J. Pierre Pont Morgana od 150 tisuća dolara započeo je konstrukciju tornja koji bi bežičnim putem odašiljao signale. Tesla je tvrdio da je zajam osigurao tako što je 51 % prava na svoje patente na polju telefonije i telegrafije ustupio Morganu. Pomoću tog tornja želio je osigurati slanje slika, poruka, vremenskih prognoza i burzovnih izvještaja bežičnim putem. Za antenu je bio izgrađen stup visok 57 metara, na vrhu s kupolom od žica, promjera 20 metara. Njime je želio bežično odašiljati signale i električnu energiju, svima dostupnu i bez naplate. Zbog nerazumijevanja investitora za sustav u kojem se energija i signali ne bi naplaćivali, gradnja je 1905. bila obustavljena, a iz bojazni da antena ne posluži njemačkim špijunima, bila je srušena 1917. miniranjem. To je bio najveći Teslin poraz. Tada je svoj rad preusmjerio na turbine i druge projekte. Zbog nedostatka novca njegove ideje su ostale u bilježnicama koje se još uvijek proučavaju. Odlikovan je (1917.) Edisonovom medaljom, najvećim odlikovanjem Američkog instituta elektroinženjera.

### Starost i smrt
Za sebe je tvrdio da nije izumitelj već otkrivač stvari koje postoje u prirodi oko nas. Za svoju uspješnost u izumiteljskom poslu tvrdio je da zahvaljuje svojoj urođenoj sposobnosti nevjerojatne vizualizacije stvari, procesa i događaja. Sukladno tome sve svoje pokuse bi prvo osmislio u glavi, a potom ih praktično proveo u djelo. Tvrdio je kako je tu sposobnost imao od malena te da ponekad nije znao razlikovati svoju maštu od stvarnosti. Stoga je prolazio rukom ispred očiju da bi se uvjerio što je stvarnost, a što mašta. Bio je izuzetno visok (199 centimetara) i nevjerojatne tjelesne kondicije. To vjerno oslikava slučaj kada se jedne zime poskliznuo na zaleđenom njujorškom pločniku i umjesto da padne napravio je salto i dočekao se na noge. Učiniti takvo što bio bi problem i nekom mlađem, a ne Tesli koji je tada imao 80 godina. Uz to imao je izražen smisao za lijepo, lijepe manire i govorio je šest jezika.
Imao je veoma mali broj bliskih prijatelja. Među njima bili su pisci Robert Underwood Johnson, Mark Twain i Francis Marion Crawford. U financijskim pitanjima bio je prilično nespretan, ekscentričan i kompulzivan. I među znanstvenicima i u javnosti pratio ga je glas samotnjaka i ekscentrika. Njegov ekscentrizam sprječavao ga je da ga ljudi slušaju i da ostvaruje zaradu od svojih izuma. Zadnje godine svog života proveo je hraneći golubove i živio je uglavnom od godišnjeg honorara iz domovine. Imao je napredni zametak fobije, ali istovremeno je bio briljantan inženjer koji je imao dara da praktično dokaže svoje hipoteze. Njegove špekulacije o ostvarenju komunikacije s drugim planetima, izjave da može razdijeliti Zemlju poput jabuke, kao i njegova tvrdnja da je izmislio smrtonosnu zraku koja može uništiti 10 tisuća aviona na udaljenosti od 400 km nailazile su na podsmijehe i kritike. Unatoč tomu Tesla se danas smatra jednim od najplodnijih genija u elektrotehnici. Njegova velika zasluga je uvođenje izmjenične struje u široku uporabu. Teslini izumi zasnovani na izmjeničnoj struji postali su temelj cijelom daljnjem razvoju elektrotehnike. Ostvario je oko tisuću pronalazaka i patenata - trofazni sustav za prijenos električne snage, generator i transformator za struje visoke frekvencije (Tesline struje) i drugo. Bio je i jedan od pionira radio-tehnike: otkrio je sustav za bežično upravljanje i davanje znakova na daljinu, pronašao je nov sustav osvjetljenja, konstruirao je visokofrekventne alternatore kao osnovu emisijskih radio-stanica, proizveo je neprigušene elektromagnetske valove, otkrio je i patentirao princip rezonancije za radio-veze, izložio ideju o međuplanetarnim telekomunikacijama pomoću ultrakratkih valova, a zamislio je u cjelini radarski sustav. Objavio je radove iz fizike u kojima je iznosio originalne ideje koje su se kasnije ostvarile. Autobiografiju pod nazivom Moji pronalasci (eng. My Inventions) pisao je i objavio 1919., a u povremenim razgovorima s novinarima iznosio je svoje zamisli, među njima i usnopljeni prijenos energije nazvan Teslinim zrakama smrti. Posljednjih desetljeća života, slavan ali i zaboravljen, kontaktirao je samo s rijetkima, a potkraj života samo s nećakom Savom Kosanovićem.
Preminuo je u New Yorku 7. siječnja 1943. u 87. godini života. Nakon njegove smrti kovčezi u kojima se nalaze Teslini papiri, diplome i druge počasti, kao i njegove laboratorijske bilješke zapečaćeni su. Neko vrijeme nalazili su se u vlasništvu Teslinog rođaka i jedinog nasljednika Save Kosanovića. On je kasnije svoje tako stečeno nasljedstvo poklonio gradu Beogradu, a u svrhu osnivanja muzeja Nikole Tesle.

## Nasljeđe i doprinosi
Najveće je priznanje Teslinu radu bilo dano na 11. općoj konferenciji za mjere i utege 1960., kada je za jedinicu jakosti magnetskoga polja (fizikalna veličina koju inženjeri ponekad nazivaju gustoća magnetskog toka ili magnetska indukcija). U Češkoj jedna tvornica žarulja nosi njegovo ime, u bosanskohercegovačkom gradu Brčko postoji Tvornica akumulatora Tesla, dok u Hrvatskoj postoji tvrtka Nikola Tesla – Ericsson koja se prvenstveno bavi telefonijom. Enciklopedija Britannica svrstala ga je među 10 najvažnijih ljudi u svjetskoj povijesti. Stotine izuma, većinom iz elektrotehnike, prijavio je u 112 patenata u SAD-u i gotovo isto toliko u drugim zemljama, a mnogi su izumi ostali samo zabilježeni u njegovim dnevnicima ili stručnim časopisima.

### Trofazna struja
Trofazna struja je sustav triju izmjeničnih, sinusoidno promjenljivih električnih struja koje su vremenski jedna prema drugoj fazno pomaknute. To je najčešće korišteni oblik višefaznih sustava struja i napona, što je jedno od najznačajnijih otkrića Nikole Tesle i na kojem se danas temelji proizvodnja, prijenos, raspodjela i uporaba električne energije. Okretna magnetska polja prijeko potrebna za rad električnih generatora i električnih motora stvaraju se primjenom višefaznih struja. Trofazni sustav napona, koji tjera trofazne struje, dobiva se iz trofaznoga sinkronoga generatora u kojem su smještena tri fazna namota, prostorno razmaknuta za 120° i međusobno povezana u jednoj točki (zvjezdište). U svakom od tih triju namota induciraju se električni naponi jednake amplitude i frekvencije, međusobno fazno (vremenski) pomaknuti za jednu trećinu perioda, odnosno za 120° ili 2π/3 radijana. Za tehničku primjenu važno je da je trofazni sustav simetričan, to jest da su sve električne struje i naponi jednake amplitude, frekvencije i međusobnoga faznog pomaka. Tada je zbroj svih triju struja ili svih triju napona jednak nuli, što omogućuje da se električna energija prenosi trofaznim vodovima sa samo tri vodiča, umjesto njih šest, koliko bi ih trebalo kada bi postojala tri nepovezana strujna kruga. Ako se, zbog specifičnosti primjene, opterećenja po fazama razlikuju, rabi se i četvrti, takozvani neutralni vodič, kojim tada teče struja razlike. Osim iz trofaznih sinkronih generatora, trofazni naponi i struje mogu se dobiti i primjenom suvremenih energetskih elektroničkih pretvarača, koji pretvaraju istosmjerni napon (obično iz akumulatorske baterije) u trofazni. Takvi uređaji rabe se u slučaju kvara kao rezervni izvori izmjeničnoga napona za potrošače od posebne važnosti (bolnice, banke, zračne luke).
Trofazna struja namijenjena je za trošila veće električne snage (od 1 do 2 kW), koja su ekonomičnija od trošila manje snage (na primjer trofazni elektromotori, trofazne peći), a spajaju se na sve tri faze. Na trofazni napon mogu se priključiti i jednofazna trošila u kućanstvu (rasvjeta, kućanski aparati), spajanjem na jednu od triju faza (oznake faza L1, L2 i L3) i na neutralni vodič (oznaka N).

### Električni motor ili elektromotor
Električni motor ili elektromotor je stroj koji pretvara električnu energiju u mehanički rad. Dvije su glavne vrste električnih motora: motor za istosmjernu struju i motor za izmjenične struje. Na temelju spoznaja o djelovanju magnetskih polja silom na električni vodič kojim teče električna struja, prvi je poznat od 1833., a napajao se istosmjernom strujom iz baterije galvanskih ćelija. Izumi motora za izmjenične struje povezani su s primjenama višefaznih sustava struja i napona te okretnih magnetskih polja, za što je najzaslužniji Nikola Tesla, a u uporabi su od 1888.

### Okretno polje
Okretno polje ili rotacijsko polje je magnetsko ili električno polje koje se vrti oko neke osi. Takva polja u električnim strojevima nastaju vrtnjom rotora na kojem se nalaze magneti (na primjer u sinkronim strojevima) ili napajanjem dvaju ili više prostorno razmaknutih statorskih namota višefaznim električnim strujama (na primjer u asinkronim strojevima). Tako na primjer za stvaranje kružnoga okretnoga magnetskoga polja statorski namoti trofaznoga dvopolnoga asinkronoga motora trebaju biti međusobno jednaki, prostorno razmaknuti za 120°, a njima trebaju teći trofazne struje međusobno fazno (vremenski) pomaknute za 120°. Vektori magnetske indukcije triju statorskih namota vremenski su promjenljivi, ali je njihov zbroj stalan, čime se stvara okretno polje stalne amplitude, koje ima stalnu brzinu vrtnje, ovisnu o frekvenciji struje i broju magnetskih polova. Nikola Tesla je (1882.) izumio i primijenio okretno polje stvoreno višefaznim strujama, a (1883.) izradio je model asinkronoga motora. Na istom načelu (više prostorno razmaknutih namota na pravcu kroz koje protječu fazno pomaknute struje) nastaju linearno gibajuća magnetska polja. Takva su polja osnova rada linearnih sinkronih i asinkronih motora u primjeni za lebdeća pružna vozila na magnetskom jastuku.

### Teslin transformator
Teslin transformator, rezonancijski transformator ili Teslina zavojnica je transformator za proizvodnju visokoga napona (do nekoliko milijuna volti) i izmjenične struje visokih frekvencija (10 do 300 kHz) koji je izumio Nikola Tesla 1891. Primar Teslina transformatora sastoji se od električne zavojnice načinjene od žice s malo zavoja, visokonaponskog električnoga kondenzatora i iskrišta. Frekvencija titranja titrajnoga strujnoga kruga primara ovisi o električnom kapacitetu kondenzatora i o induktivnosti zavojnice. Sekundarna zavojnica ima vrlo velik broj zavoja od tanke žice, a nalazi se unutar primarne zavojnice kako bi prijenos energije bio što bolji. Zavojnice ne sadrže željeznu jezgru jer bi s njom, zbog visokih frekvencija Tesline struje, gubitci energije bili veliki. Električni se kondenzator električki nabija do napona od nekoliko kilovolta s pomoću izvora izmjenične struje, najčešće s pomoću transformatora. Kada je kondenzator električki nabijen, strujni krug primara zatvara se preko iskrišta, kondenzator se prazni i nastaje visokofrekventno titranje (punjenje i pražnjenje kondenzatora kroz zavojnicu), a magnetsko polje primarne zavojnice inducira napon u sekundarnoj zavojnici. Visoki naponi u Teslinu transformatoru stvaraju snažne iskre ili duge pramenove svjetlosti ako se na vrh sekundarne zavojnice stavi metalni prsten ili toroid, a mogu se pojaviti i drugi učinci, na primjer u blizini sekundara u Geisslerovim cijevima nastaje luminiscencija, i kad one nisu povezane vodičima sa sekundarom.

#### Teslina struja
Teslina struja je visokofrekventna izmjenična električna struja nastala u sekundarnom strujnom krugu Teslina transformatora. Primjenjivala se u medicinskoj elektroterapiji (darsonvalizacija; prema francuskom fizičaru koji ju je koristio Jacques-Arsène d'Arsonval) jer električna struja frekvencije veće od 10 000 Hz ne izaziva kontrakcije mišića. Nazvana je po Nikoli Tesli.

### Bežični prijenos energije
Bežični prijenos energije ili bežično slanje energije je proces koji se odvija u bilo kojem sustavu gdje se električna energija prenosi od izvora do trošila, bez njihovog spajanja u električni krug. Bežični prijenos je savršen u slučajevima kada je potreban trenutan ili stalan prijenos energije, ali je spajanje žicama nezgodno, opasno ili nemoguće. Iako su osnovni principi u oba slučaja povezani, ovaj prijenos se razlikuje od bežičnog prijenosa informacija (kao na primjer u radiju), gdje je postotak energije koji je zaprimljen jedino bitan ako postane premali da bi se razlučio signal. S bežičnim prijenosom energije, učinkovitost je važniji uvjet što stvara važne razlike između ovih dviju tehnologija.

### Teslina turbina
Teslina turbina je turbina bez lopatica, koju je otkrio Nikola Tesla 1913. Umjesto lopatica ona koristi djelovanje graničnih slojeva između fluida (plinovi, tekućine, pare) i višestrukih vrhova glatkih diskova. Granični dijelovi fluida djeluju na diskove zbog viskoznosti (trenje fluida) i privlačnih sila slojeva diska i fluida. Kako rotor nema lopatica, niti bilo kakvih isturenih dijelova, on je veoma čvrst. Teslina turbine bi trebala imati vrlo mali razmak između diskova, najviše 0,4 mm i površina treba biti vrlo glatka. U Teslino vrijeme se nisu mogli naći takvi materijali za vrlo tanke diskove, jer su se pod opterećenjem iskrivljavali i deformirali, i zato Teslina turbina nije doživjela tržišni uspjeh. Još uvijek se danas ispituju načini primjene Tesline turbine, čak i postoji od 2010. i konstrukcija za vjetroelektrane. Prednost leži u korištenju za male snage turbina. Teslina želja je bila iskoristiti njegovu turbinu za korištenje geotermalne energije.

## Galerija slika
- Telegram Vladka Mačeka Nikoli Tesli
- Telegram Nikole Tesle Vladku Mačeku
- Putovnica Nikole Tesle
- Spomen ploča Nikoli Tesli u Zagrebu
- Spomenik Nikoli Tesli u Sarajevu

## Vanjske poveznice

### Sestrinski projekti
|  | Zajednički poslužitelj ima još gradiva o temi Nikola Tesla |
|  | Wikicitati imaju zbirke citata o temi Nikola Tesla         |

- Nikola Tesla Hrvatska enciklopedija
- Nikola Tesla Proleksis enciklopedija
- Nikola Tesla Hrvatski biografski leksikon
- Web-stranica posvećena 150. godišnjici Teslina rođenja